# 小笠原鸚嘴魚
小笠原鸚嘴魚，為輻鰭魚綱鱸形目隆頭魚亞目鸚哥魚科的其中一種，分布於西北太平洋的日本小笠原群島海域，棲息深度3-55公尺，體長可達70公分，棲息在礁石區海域，以藻類為食。